# Fred Freed
Pour les articles homonymes, voir Freed.
Fred Freed (de son vrai nom Friederich Goldbaum), né le 21 décembre 1903 à Vienne en Autriche-Hongrie (actuellement en Autriche), mort le 31 août 1983 dans le 18e arrondissement de Paris, était un compositeur, pianiste et chef d'orchestre autrichien à qui l'on doit des chansons françaises et des musiques de films français.
Il a composé la musique de plusieurs chansons interprétées par Maurice Chevalier et il l'a souvent accompagné au piano ou avec son orchestre.

## Musiques de film
- La Taverne du poisson couronné (1947)
- Le Roi (1949)
- Ma pomme (1950)
- Les Nuits de Paris (1951)
- Les Mémoires de la vache Yolande (1951)
- Les Plaisirs de Paris (1952)
- Traumschöne Nacht (1952)
- J'avais sept filles (1954) - chansons : C'est l'amour, Demain, j'aurai vingt ans
- Les Vignes du Seigneur (1958)
- Napoléon II, l'aiglon (1961)
- Souvenir d'Épinal (1965)
- Aladin et la Lampe merveilleuse (1970)
- Pluk, naufragé de l'espace (1979)

## Musiques pour la télévision
- Picolo et Piccolette (1964)
- Kiri le clown (1965)
- Au clair de lune (1971)

## Chansons
- Tout en sifflotant (1947)
- C'est l'amour (1954)
- Demain, j'aurai vingt ans (1954)
- Vénus de Milo (1959) (sous le nom de plume Alfredo Corenzo)
- L'Hélicoptère (Viens dans mon hélicoptère)
- Au revoir
- Ca va... ça va!
- Les Chapeaux
- Mon plus vieux copain
- Silas
- Manneken Pis
- C'est mon cœur (1980, paroles de Claude Nougaro)
- Paris c'est ma folie
- Vieux Vienne-(paroles de Claude Nougaro)- interprétée par Claude Nougaro

## Musique de spectacle
- Plein feu (revue 1952)

## Discographie
- 1957 : C'était le bon temps, avec Jacques Breux, disque vinyle 33 tours, Philips

## À noter
- Fred Freed est aussi le nom d'un producteur américain de documentaires télévisés des années 1960.